# 埃夫里库尔
埃夫里库尔（法語：Évricourt，法語發音：[evʁikuʁ]）是法国瓦兹省的一个市镇，位于该省东北部，属于贡比涅区。

## 地理
埃夫里库尔（49°34'4"N, 2°54'20"E）面积3 平方千米，位于法国上法蘭西大區瓦兹省，该省份为法国北部内陆省份，北起索姆省，西接厄尔省和滨海塞纳省，南至塞纳-马恩省和瓦兹河谷省，东临埃纳省。
与埃夫里库尔接壤的市镇（或旧市镇、城区）包括：卡内克唐库尔、屈伊、叙祖瓦、蒂耶斯库尔、维尔。

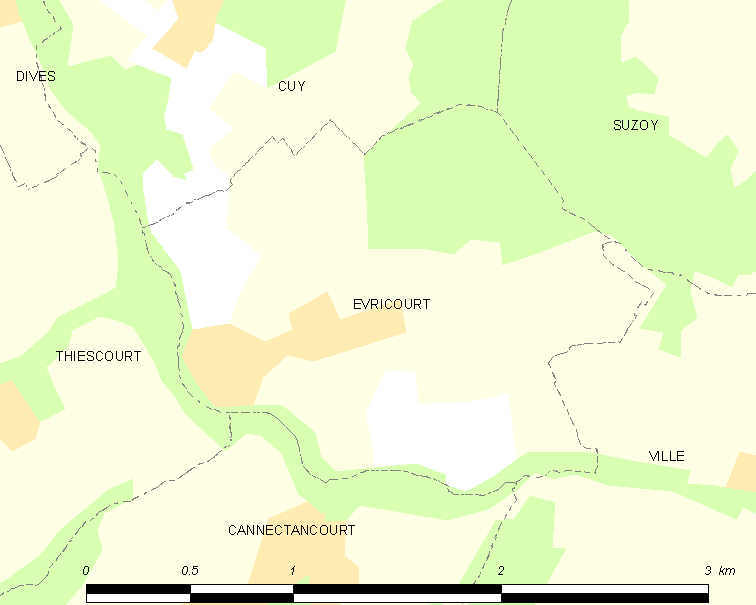
埃夫里库尔的OSM定位图

埃夫里库尔的时区为UTC+01:00、UTC+02:00（夏令时）。

## 行政
埃夫里库尔的邮政编码为60310，INSEE市镇编码为60227。

## 政治
埃夫里库尔所属的省级选区为图罗特县。

## 人口

1962-2008年间埃夫里库尔人口变化图示

埃夫里库尔于2022年1月1日时的人口数量为217人。